# Kingsport
Kingsport és una població dels Estats Units a l'estat de Tennessee. Segons el cens del 2000 tenia 44.905 habitants.

## Demografia
Segons el cens del 2000, Kingsport tenia 44.905 habitants, 19.662 habitatges, i 12.642 famílies. La densitat de població era de 393,4 habitants/km².
Dels 19.662 habitatges en un 26,5% hi vivien nens de menys de 18 anys, en un 48,5% hi vivien parelles casades, en un 12,7% dones solteres, i en un 35,7% no eren unitats familiars. En el 32,5% dels habitatges hi vivien persones soles el 14,7% de les quals corresponia a persones de 65 anys o més que vivien soles. El nombre mitjà de persones vivint en cada habitatge era de 2,22 i el nombre mitjà de persones que vivien en cada família era de 2,8.
Per edats la població es repartia de la següent manera: un 21,7% tenia menys de 18 anys, un 6,5% entre 18 i 24, un 26,2% entre 25 i 44, un 25,3% de 45 a 60 i un 20,3% 65 anys o més.
L'edat mediana era de 42 anys. Per cada 100 dones de 18 o més anys hi havia 79,4 homes.
La renda mediana per habitatge era de 90.524$ i la renda mediana per família de 40.183$. Els homes tenien una renda mediana de 33.075$ mentre que les dones 23.217$. La renda per capita de la població era de 20.549$. Entorn del 14,2% de les famílies i el 17,1% de la població estaven per davall del llindar de pobresa.

## Poblacions més properes
El següent diagrama mostra les poblacions més properes.